# Millie Gibson
Amelia Eve Gibson (Grande Manchester, 19 de junho de 2004) é uma atriz inglesa. Ela é conhecida por interpretar Ruby Sunday, companheira na série de televisão da BBC Doctor Who (2023-), também por seu papel como Kelly Neelan na soap opera do canal ITV, Coronation Street (2019–2022). Por sua interpretação de Kelly, Gibson ganhou o British Soap Awards de Melhor Jovem Intérprete em 2022.

## Biografia
Gibson nasceu em 19 de junho de 2004 na Grande Manchester. Ela desenvolveu uma cicatriz na sobrancelha direita ao cair de uma escada quando era bebê. Da vila de Broadbottom, em Tameside, ela frequentou a escola Blue Coat em Oldham. Ela teve aulas de teatro no Oldham Theatre Workshop, onde foi descoberta pela agência de talentos Scream Management do Manchester Media City, que começou a representá-la.

## Carreira
Gibson fez sua estreia como atriz na série da CBBC, Jamie Johnson, interpretando Indira Cave em 2017. Gibson estrelou a segunda e terceira temporada, aparecendo em um total de 17 episódios. Em novembro de 2017, ela apareceu como Mia no terceiro episódio da série dramática da BBC One, Love, Lies and Records. Em outubro de 2018, ela apareceu na série dramática de três partes da ITV, Butterfly, como Lily Duffy.
Em junho de 2019, Gibson se juntou ao elenco da série soap opera da ITV, Coronation Street como Kelly Neelan. Ela apareceu originalmente em cinco episódios, antes de retornar como personagem regular em abril de 2020. Por sua interpretação de Kelly, ela ganhou o prêmio de Melhor Jovem Ator no British Soap Awards 2022. Ela também foi indicada para Melhor Atriz no Inside Soap Awards naquele ano. Em agosto de 2022, foi anunciado que Gibson havia decidido deixar a série e que partiria no final do ano.
Em novembro de 2022, foi anunciado durante a maratona anual Children in Need da BBC que Gibson se juntaria ao elenco de Doctor Who em 2023 como Ruby Sunday, a companheira do Décimo Quinto Doutor, interpretado por Ncuti Gatwa.

## Filmografia

### Televisão
| Ano             | Título                 | Papel        | Notas                           |
| --------------- | ---------------------- | ------------ | ------------------------------- |
| 2017–2018       | Jamie Johnson          | Indira Cave  | Papel principal, 16 episódios   |
| 2017            | Love, Lies and Records | Mia          | Episódio #1.3                   |
| 2018            | Butterfly              | Lily Duffy   | Papel principal, 3 episódios    |
| 2019-2022       | Coronation Street      | Kelly Neelan | Papel recorrente, 215 episódios |
| 2023 - presente | Doctor Who             | Ruby Sunday  | Papel principal                 |

### Teatro
| Ano  | Título            | Papel      | Notas                   |
| ---- | ----------------- | ---------- | ----------------------- |
| 2015 | Eyam              | Joy Foster | Oldham Coliseum Theatre |
| 2015 | Comfort and Joy   | Grace      | Oldham Theatre Workshop |
| 2019 | Prom! The Musical | Lisette    | Oldham Coliseum Theatre |

### Rádio
| Ano  | Título      | Papel       | Produção    | Notas       |
| ---- | ----------- | ----------- | ----------- | ----------- |
| 2018 | Me Myself I | Esme        | BBC Radio 4 | [ 23 ]      |
| 2019 | Stone       | Alice Stone | BBC Radio 4 | 5 episódios |

## Prêmios e indicações
| Ano  | Award                      | Categoria                      | Obra              | Resultado   | Ref.   |
| ---- | -------------------------- | ------------------------------ | ----------------- | ----------- | ------ |
| 2022 | The British Soap Awards    | Melhor Jovem Intérprete        | Coronation Street | Venceu      | [ 25 ] |
| 2022 | National Television Awards | Performance de Série Dramática | Coronation Street | Lista longa | [ 26 ] |
| 2022 | Inside Soap Awards         | Melhor Atriz                   | Coronation Street | Indicado    | [ 18 ] |
| 2022 | I Talk Telly Awards        | Best Soap Performance          | Coronation Street | Indicado    | [ 27 ] |